# LaFee
LaFee (n. Stolberg, Alemania, 9 de diciembre de 1990) es el seudónimo de la cantante de rock alternativo alemana Christina Klein. Aunque es popular en países europeos, especialmente en Alemania y Austria, LaFee ha vendido más de 450.000 álbumes en todo el mundo.

## Biografía
Christina Klein nació el 9 de diciembre de 1990 en Stolberg (Renania), Alemania. Es la hija menor del motociclista Bernhard Klein y su esposa de origen griego Keriakoulla. LaFee y su hermano mayor, Andreas, fueron criados en Stolberg, donde su madre dirige un restaurante de comida griega.
LaFee fue descubierta a los 13 años de edad por el productor musical Bob Arnz mientras ella hacía una parodia de la canción "Mandy", denominada "Handy", en un concurso de canto para niños que se transmitía por televisión.
"Virus", su primer sencillo, era una canción dedicada a su ex mejor amiga que le quitó al novio. El tema fue un éxito y se colocó entre los primeros lugares de todas las listas,[cita requerida] fue lanzado el 10 de marzo de 2006. Apoyada por la revista alemana BRAVO y el canal de música VIVA, sus ideas fueron transmitidas al escritor de canciones Gerd Zimmermann y a Bob Arnz para interpretarlas.
Las canciones de LaFee tratan generalmente de sentimientos y vivencias propios de una adolescente, pero también tocan temas más serios, como el abuso sexual infantil, la bulimia, la muerte, la confianza, el abuso escolar y la soledad.
Su estilo musical es muy variado, hay una gran evolución desde su primer disco LaFee hasta Ring Frei. LaFee también ha aparecido en diversos mercados europeos, entre ellos el de Francia, donde ya ha dado algún concierto, Italia, donde ha aparecido en MTV o España, donde ya se puede conseguir su segundo álbum.
Últimamente, su música y estilo ha sido comparado con el de la nueva revelación Alemana, Eisblume
LaFee se separó de su mánager bob arnz. Su nuevo productor y mánager es Jörg Fischer se dice que se espera un nuevo álbum y sencillo para este verano ( aun sin confirmar )
Christina ha grabado una canción con los chicos de star camp For Once And For All /de una vez por todas/ donde se puede escuchar un pequeño adelanto en el sitio oficial del campamento

## La banda
La banda de Lafee, está formada por 4 chicos:
- Goran Vujic, el bajista. Nació el 7 de diciembre de 1982 y su música preferida es Weather Report.
- Ricky Garcia, el guitarrista. Nació el 23 de febrero de 1982 y su música favorita es Steve Vai y Satriani.
- Tamon, el batería. Nació el 22 de noviembre de 1987 y su música preferida es todo lo que sea rock o metal.
- Klaus, el pianista. Nació el 22 de noviembre de 1978 y su música preferida es Audioslave y The Rasmus.

Antiguamente, había un quinto componente de la banda, Omar, que tocaba el bajo, que abandonó la banda después de grabar el video de "Was ist das".
La banda desde diciembre del pasado 2009 dejó LaFee
Ahora están formando una nueva banda junto con la cantante Jana Wall, que se llama 'Tief'

## Discografía

### Álbumes
| Año  | Título           | Posición | Posición | Posición | Galardón                                                     |
| Año  | Título           | GER      | AUT      | SWI      | Galardón                                                     |
| ---- | ---------------- | -------- | -------- | -------- | ------------------------------------------------------------ |
| 2006 | LaFee            | 1        | 1        | 19       | - Disco de platino en Alemania - Disco de platino en Austria |
| 2007 | Jetzt Erst Recht | 1        | 1        | 14       | - Disco de oro en Alemania - Disco de oro en Austria         |
| 2008 | Shut Up          | 6        | 4        | -        |                                                              |
| 2008 | Ring Frei        | 6        | 5        | 7        |                                                              |
| 2009 | Best Of          | -        | -        | -        |                                                              |
| 2010 | TBA              | -        | -        | -        |                                                              |

### Sencillos
| Año  | Título           | Posición | Posición | Posición | Álbum            |
| Año  | Título           | GER      | AUT      | SWI      | Álbum            |
| ---- | ---------------- | -------- | -------- | -------- | ---------------- |
| 2006 | Virus            | 14       | 14       | 70       | LaFee            |
| 2006 | Prinzesschen     | 11       | 10       | 25       | LaFee            |
| 2006 | Was Ist Das      | 17       | 25       | 59       | LaFee            |
| 2006 | Mitternacht      | 23       | 27       | -        | LaFee            |
| 2007 | Heul Doch        | 3        | 6        | 25       | Jetzt Erst Recht |
| 2007 | Beweg Dein Arsch | 22       | 35       | 87       | Jetzt Erst Recht |
| 2007 | Wer Bin Ich      | 25       | 41       | -        | Jetzt Erst Recht |
| 2008 | Shut Up          | TBA      | TBA      | TBA      | Shut Up          |
| 2010 | Ring Frei        | 22       | 31       | -        | Ring Frei        |
| 2009 | Scheiß Liebe     | 44       | 63       | -        | Ring Frei        |
| 2009 | Der Regen Fällt  | 7        | -        | -        | best of LaFee    |
| 2010 | TBA              | -        | -        | -        | TBA              |

### DVD
| 2006 | Secret Live                              | ? |
| 2007 | Erst Recht mit VIVA                      | 6 |
| 2007 | Wer Bin Ich - Ein ungeschminktes Mädchen | ? |

## Premios

### 2008
- Echo award for Best Singer Female Echo premio a la Mejor Cantante Femenina.

### 2007
- Echo award for Best Singer Female Echo premio a la Mejor Cantante Femenina.
- Echo award for Best Newcomer Female Echo premio a la Mejor Revelación Femenina.
- Bravo Silver-Otto for Best Pop Singer Female Bravo-Otto Plata a la mejor cantante pop femenina.
- Goldene Stimmgabel Goldene Stimmgabel.
- Kids' Choice Award for Favourite Singer Kids' Choice Award por cantante favorito.

### 2006
- Bravo Silber-Otto in der Kategorie Supersängerin en la categoría mejor cantante.